# Championnat de Tunisie de football 1969-1970
Navigation
Saison précédente Saison suivante
La saison 1969-1970 du championnat de Tunisie de football est la 15e édition de la première division tunisienne à poule unique, la Ligue Professionnelle 1. Les quatorze meilleurs clubs tunisiens jouent les uns contre les autres à deux reprises durant la saison, à domicile et à l'extérieur. En fin de saison, les deux derniers du classement sont relégués et les deux meilleurs clubs de la Ligue Professionnelle 2 sont quant à eux promus.
C'est le club de l'Espérance sportive de Tunis (EST) qui s'impose en terminant en tête du championnat, avec deux points d'avance sur le Club africain, vainqueur de la coupe de Tunisie, et quatre points d'avance sur l'Étoile sportive du Sahel. C'est le quatrième titre pour l'EST, qui devient du même coup le premier club tunisien à participer à une compétition continentale : la coupe des clubs champions africains. Le tenant du titre, le Club sportif sfaxien, prend la quatrième place, à sept points de l'EST.

## Clubs participants
- Sfax railway sport
- Club sportif de Hammam Lif
- Club africain
- Espérance sportive de Tunis
- Étoile sportive du Sahel
- Club athlétique bizertin
- Club sportif des cheminots
- Union sportive tunisienne - Promu de LP2
- Stade tunisien
- Club sportif sfaxien
- Union sportive monastirienne
- Avenir sportif de La Marsa
- Club olympique des transports
- Association sportive de l'Ariana - Promu de LP2

## Compétition

### Classement
Le barème de points servant à établir le classement se décompose ainsi :
- Victoire : 3 points
- Match nul : 2 points
- Défaite : 1 point

| Rang | Équipe                           | Pts | J  | G  | N  | P  | Bp | Bc | Diff |
| ---- | -------------------------------- | --- | -- | -- | -- | -- | -- | -- | ---- |
| 1    | Espérance sportive de Tunis      | 63  | 26 | 14 | 9  | 3  | 31 | 13 | +18  |
| 2    | Club africain (C)                | 61  | 26 | 13 | 9  | 4  | 34 | 14 | +20  |
| 3    | Étoile sportive du Sahel         | 59  | 26 | 10 | 13 | 3  | 35 | 24 | +11  |
| 4    | Club sportif sfaxien (T)         | 56  | 26 | 10 | 10 | 6  | 26 | 23 | +3   |
| 5    | Stade tunisien                   | 56  | 26 | 11 | 8  | 7  | 28 | 19 | +9   |
| 6    | Sfax railway sport               | 52  | 26 | 10 | 6  | 10 | 33 | 33 | 0    |
| 7    | Avenir sportif de La Marsa       | 51  | 26 | 8  | 9  | 9  | 27 | 23 | +4   |
| 8    | Club olympique des transports    | 51  | 26 | 8  | 9  | 9  | 27 | 28 | -1   |
| 9    | Club athlétique bizertin         | 50  | 26 | 9  | 6  | 11 | 24 | 31 | -7   |
| 10   | Club sportif des cheminots       | 48  | 26 | 7  | 8  | 11 | 29 | 35 | -6   |
| 11   | Union sportive tunisienne (P)    | 48  | 26 | 6  | 10 | 10 | 21 | 32 | -11  |
| 12   | Union sportive monastirienne     | 47  | 26 | 4  | 13 | 9  | 20 | 29 | -9   |
| 13   | Club sportif de Hammam Lif       | 44  | 26 | 4  | 10 | 12 | 20 | 33 | -13  |
| 14   | Association sportive de l'Ariana | 42  | 26 | 5  | 6  | 15 | 26 | 44 | -18  |

|  | Qualification pour la coupe des clubs champions africains 1971 et la coupe du Maghreb des clubs champions 1970-1971 |
|  | Qualification pour la coupe du Maghreb des clubs champions 1970-1971                                                |
|  | Relégation directe en deuxième division                                                                             |
|  | (T) Tenant du titre (C) Vainqueur de la coupe de Tunisie (P) Club promu de deuxième division                        |

### Meilleurs buteurs
- Othman Jenayah a remporté le titre de meilleur buteur avec quinze buts seulement.
- Ezzedine Chakroun (Sfax RS) : 14 buts
- Hamadi Khouini (CA) : 11 buts
- Chammem[Qui ?] (ASM) et Mkada[Qui ?] (USMo) : 10 buts
- Machouche[Qui ?] et Belghith[Qui ?] (EST) : 9 buts

## Bilan de la saison
| Championnat de Tunisie de football 1969-1970                                            |                                        |
| Champion                                                                                | Espérance sportive de Tunis (4e titre) |
| Coupes et trophées                                                                      |                                        |
| Vainqueur de la Coupe de Tunisie 1969-1970                                              | Club africain                          |
| Qualifications continentales                                                            |                                        |
| Coupe des clubs champions africains 1971 Coupe du Maghreb des clubs champions 1970-1971 | Espérance sportive de Tunis            |
| Coupe du Maghreb des clubs champions 1970-1971                                          | Club africain                          |
| Promotions et relégations                                                               |                                        |
| Promus en Ligue Professionnelle 1                                                       | El Makarem de Mahdia                   |
| Promus en Ligue Professionnelle 1                                                       | Football Club de Jérissa               |
| Relégués en Ligue Professionnelle 2                                                     | Club sportif de Hammam Lif             |
| Relégués en Ligue Professionnelle 2                                                     | Association sportive de l'Ariana       |

## Portrait du club champion
- Espérance sportive de Tunis
  - Président : Ali Zouaoui
  - Entraîneur :  Abderrahmane Ben Ezzedine
  - Buteurs : Abdeljabar Machouche (9 buts)
  - Effectif :
    - Gardiens de but : Mokhtar Gabsi, Maxime Matsima
    - Défenseurs : Gueblaoui[Qui ?], Akacha[Qui ?], Chaffar[Qui ?], Hammami[Qui ?], Kochbati[Qui ?]
    - Milieux de terrain : Raouf Meddeb, Abdelkader[Qui ?], El Kamel[Qui ?], Ben M'Rad[Qui ?], Abdesselem[Qui ?]
    - Attaquants : Labidi[Qui ?], Machouche[Qui ?], Torkhani[Qui ?]